# Тамагавагакуэн-маэ
Станция Тамагавагакуэн-маэ (яп. 玉川学園前駅 тамагава гакуэн маэ эки) — железнодорожная станция на линии Одавара, расположенная в городе Матида, Токио. Станция расположена в 27,9 километра от конечной станции линии Одакю — Синдзюку. Станция была открыта 1-го апреля 1929 года. Неподалёку от станции расположен Университет Тамагава.

## Планировка станции
2 пути и 2 платформы бокового типа..
| 1 | ■ Линия Одавара | Матида ・ Хон-Ацуги ・ Одавара ・(Hakone Tozan Railway) Хаконэ-Юмото ・(Линия Эносима) Фудзисава ・ Катасэ-Эносима |
| 2 | ■ Линия Одавара | Кёдо ・ Симо-Китадзава ・ Синдзюку ・ (Линия Тиёда) Аясэ ・ Линия Дзёбан Торидэ                                    |

## Близлежащие станции
| «             |               | Линия                           |               | »             |
| Линия Одавара | Линия Одавара | Линия Одавара                   | Линия Одавара | Линия Одавара |
| ------------- | ------------- | ------------------------------- | ------------- | ------------- |
| Цурукава      |               | Semi Express (準急)             |               | Матида        |
| Цурукава      |               | Section Semi Express (区間準急) |               | Матид         |
| Цурукава      |               | Local (各駅停車)                |               | Матид         |